# Institut Superior de Ciències Religioses de Vic
L'Institut Superior de Ciències Religioses de Vic (ISCRVic) és una institució docent de caràcter públic que forma part del Bisbat de Vic, i que està vinculada a la Facultat de Teologia de Catalunya en forma de centre adscrit. Imparteix estudis a nivell universitari en teologia i filosofia. Té la seu al Seminari de Vic, i va ser erigit un 9 d'abril de 1998 pel llavors bisbe de Vic Josep Maria Guix i Ferreres.
Es va refundar per complet el 31 de maig del 2010, a partir de dos decrets emesos per la Congregació per a l'Educació Catòlica: un decret d'erecció i un altre d'aprovació dels nous estatuts. Aquesta refundació es portava a terme per a l'adaptació al Procés de Bolonya així com per a complir amb l'Instrucción sobre los Institutos Superiores de Ciencias Religiosas, promulgada per la mateixa Congregació el 28 de juny de 2008.